# Cratone del Kalahari

Posizione approssimativa dei cratoni mesoproterozoici (età superiore a 1,3 miliardi di anni) in Sud America ed Africa. I continenti sono stati ruotati nella loro posizione durante il Triassico, per mostrare la posizione relativa dei cratoni prima dell'apertura dell'Atlantico meridionale.

Il cratone del Kalahari è un cratone situato in Africa meridionale.
Il cratone è geologicamente stabile (cioè non presenta segni di deformazione o metamorfismo) da almeno 2,3 Ga (miliardi di anni), all'epoca della sua formazione dall'unione del cratone dello Zimbabwe e del cratone del Kaapvaal, entrambi di età Archeana, suturati tramite la cintura del Limpopo.
Parti del cratone del Kalahari si trovano attualmente nell'Antartide Orientale (il cratone Grunehogna), nell'Antartide Occidentale (Haag Nunataks) e nelle isole Falkland. L'attuale denominazione del cratone fu introdotta da Clifford nel 1970.

## Formazione
Circa 1,0 Ga fa il cratone del Kalahari era situato nella parte meridionale del supercontinente Rodinia, successivamente frammentatosi. Circa 700 Ma (milioni di anni) fa iniziò a formarsi il supercontinente Gondwana: durante l'orogenesi Pan-Africana il cratone del Kalahari si saldò al cratone del Congo lungo la cintura dello Zambesi. Alla frammentazione di Gondwana (200 Ma fa), è entrato a far parte del continente Africano.
Il cratone del Kalahari è una zona estremamente ricca di minerali, soprattutto rame e oro. Nella zona del cratone sono poi presenti una grande quantità di miniere di diamanti, estratti da camini kimberlitici.